# Verzoeningsproces Fatah-Hamas

Wapenschild van de Palestijnse Autoriteit.

Het verzoeningsproces Fatah-Hamas omvat de verschillende pogingen die zijn gedaan om de vijandigheid tussen Fatah en Hamas op te lossen, sinds de Palestijnse Burgeroorlog tussen beide bewegingen in 2006-2007, en de daaropvolgende machtsovername van de Gazastrook door Hamas in 2007. 
Ondanks een aantal akkoorden zijn deze pogingen nog niet succesvol geweest en heeft Hamas nog steeds de volledige controle over de Gazastrook, ondanks de vorming van een “eenheidsregering” in juni 2014. 

## Achtergrond
Tot de Eerste Intifada was Fatah de enige dominante partij in de Palestijnse politieke arena, inclusief de Palestijnse Bevrijdingsorganisatie (PLO). In 1987 ontstond Hamas als verzetsbeweging tegen de Israëlische bezetting. Na de Oslo-akkoorden keurde de PLO, waarvan Fatah nog steeds het dominante lid was, formeel gewapend verzet af. Hamas weigerde Israël te erkennen en verzette zich tegen de Oslo-akkoorden en latere akkoorden tussen de PLO en Israël. Onder druk van Israël en de internationale gemeenschap probeerde Fatah Hamas te elimineren, vooral nadat Mahmoud Abbas Yasser Arafat was opgevolgd als president van de Palestijnse Nationale Autoriteit. De spanningen liepen op in de aanloop naar de Israëlische terugtrekking uit Gaza in 2005 en culmineerden in de Slag om Gaza in juni 2007, die resulteerde in een splitsing van de Palestijnse regering. 
Israël heeft zich systematisch verzet tegen de opname van Hamas in een Palestijnse regering. In september 2013 gaf Abbas toe dat hij onder druk stond van de VS en Israël om geen eenheid met Hamas te bereiken. Wetgevend raadslid voor Hamas Anwar Zaboun zei dat zowel de Verenigde Staten als de Europese Unie een veto handhaven op de verzoening.

## Verzoeningspogingen

### Verklaring van Cairo (2005)
Op 19 maart 2005 ondertekenden twaalf Palestijnse facties, waaronder Fatah, Hamas, Islamitische Jihad, het Volksfront voor de Bevrijding van Palestina (PFLP) en het Democratisch Front voor de Bevrijding van Palestina (DFLP) de Verklaring van Caïro. De Verklaring bevestigde opnieuw de status van de Palestijnse Bevrijdingsorganisatie (PLO) als de enige legitieme vertegenwoordiger van het Palestijnse volk door de deelname van alle krachten en facties volgens democratische principes. De Verklaring impliceerde een hervorming van de PLO door de opname van Hamas en de Islamitische Jihad in de PLO. Het riep ook op tot eenheid van de Palestijnse facties tegen de Israëlische bezetting en het vermijden van verdere gewelddadige interacties tussen de Palestijnse groepen. 

### Gevangenendocument (2006)
In mei 2006 ondertekenden leiders van vijf Palestijnse facties, waaronder Fatah en Hamas, in een Israëlische gevangenis het Gevangenendocument (“Prisoners' Document”). Dit document riep op tot een onafhankelijke Palestijnse staat binnen de grenzen van 1967 met Oost-Jeruzalem als hoofdstad. President Abbas onderschreef het document, dat Israël impliciet erkende, en eiste dat Hamas het expliciet zou goedkeuren, onder dreiging van een nationaal referendum. Op 23 september mislukten de verdere pogingen tot eenheid en op 16 december riep Abbas op tot vervroegde verkiezingen, tot ongenoegen van Hamas.

### Akkoord van Mekka (februari 2007)
Op 8 februari 2007 ondertekenen Fatah en Hamas het Fatah-Hamas Akkoord van Mekka, waarin ze overeenkomen de militaire confrontaties in de Gazastrook te beëindigen en een regering van nationale eenheid te vormen. 

### Verklaring van Sanaa (maart 2008)
Op 23 maart 2008 ondertekenen Hamas en Fatah de Verklaring van Sanaa die oproept tot een terugkeer van de Gazastrook naar de situatie van voor juni 2007. Er ontstond onmiddellijk onenigheid over de interpretatie. Fatah zei dat Hamas eerst zijn greep op Gaza moest opgeven, terwijl Hamas het herstel van de door Hamas geleide eenheidsregering eiste. Op 8 november 2008 werden de verzoeningsgesprekken in Caïro afgeblazen nadat Hamas een boycot aankondigde uit protest tegen de opsluiting van honderden van haar leden door de veiligheidstroepen van president Abbas.

### Overleg (2009)
Eind februari 2009 begonnen Hamas en Fatah besprekingen in Caïro na de Israëlische aanval op Gaza (2008-2009). Op 12 maart 2009 bereiken de partijen naar verluidt een compromis over de kwestie van de Palestijnse veiligheidsdiensten, en op 15 maart over het houden van presidents- en parlementsverkiezingen tegen 25 januari 2010. De besprekingen lopen in oktober vast vanwege onenigheid over de houding ten aanzien van Israël.

### Overleg (2010)
In februari 2010 houden de Palestijnse groeperingen besprekingen om de rivaliserende facties met elkaar te verzoenen. In maart volgt een ontmoeting in Damascus. Na zes mislukte verzoeningsgesprekken kwam Caïro begin september 2010 met een nieuw document, dat voorzag in algemene verkiezingen in de Gazastrook en de Westelijke Jordaanoever in de eerste helft van 2010, een hervorming van de Palestijnse veiligheidsdiensten onder Egyptisch toezicht en de vrijlating van politieke gevangenen door beide facties. In november ontmoetten Hamas en Fatah elkaar opnieuw in Damascus.

### Akkoord van Cairo (mei 2011)
Op 4 mei 2011 kwamen Fatah en Hamas, na bemiddeling van Egypte, overeen om een gezamenlijke overgangsregering te vormen en verkiezingen te houden in 2012. Het plan omvatte de vorming van een overgangsregering, de opname van Hamas in de Palestijnse Bevrijdingsorganisatie en de vorming van een gezamenlijke veiligheidscommissie. De Israëlische premier Benjamin Netanyahu veroordeelde het akkoord en als reactie hield Israël belastinggeld van de Palestijnse Autoriteit in. De VS eisten dat de nieuwe regering Israël moest erkennen, overeenkomsten uit het verleden nakomen en geweld afzweren. Meningsverschillen over de benoeming van de premier leidden echter tot het opschorten van de onderhandelingen in juni 2011. 

### Akkoord van Doha (februari 2012)
Het Akkoord van Doha werd beschreven als een stap voorwaarts na de vastgelopen uitvoering van het Akkoord van Cairo uit 2011. In april 2012 stagneerde de uitvoering van het akkoord. In een brief aan Benjamin Netanyahu in april 2012, zei Abbas dat hij het betreurde dat Israël zich bleef verzetten tegen een verzoening.

### Akkoord van Cairo (mei 2012)
In mei 2012 tekenden Hamas en Fatah in Caïro opnieuw een akkoord voor een eenheidsregering en verkiezingen. Meer bepaald werden stappen gezet om het vorige Doha-akkoord uit te voeren, met name de registratie van nieuwe kiezers in de Gazastrook en de vorming van een interim-regering. 

### Gesprekken na opwaardering Palestina in VN (januari 2013)
In december 2012, na de  opwaardering van Palestina als VN-waarnemend lid en de oorlog Israël-Hamas van 2012, nam de roep om een verenigd Palestijns front toe en namen de politieke leiders van Hamas en Fatah verschillende stappen om hun meningsverschillen te verzoenen. Op 13 december stond Fatah Hamas toe om zijn eerste bijeenkomst op de Westelijke Jordaanoever te houden sinds 2007,[50] en op 4 januari 2013 deed Hamas hetzelfde door Fatah-aanhangers toe te staan om voor het eerst sinds de burgeroorlog een bijeenkomst te houden in Gaza. Op 9 januari werden nieuwe verzoeningsgesprekken in Caïro aangekondigd. 

### Akkoorden Fatah-Hamas (2014)
Op 23 april 2014 ondertekenden Fatah en Hamas een nieuw verzoeningsakkoord, waarbij binnen vijf weken een eenheidsregering zou worden gevormd, gevolgd door presidents- en parlementsverkiezingen binnen 6 maanden. Op 2 juni 2014 beëdigde president Abbas de nieuwe technocratische eenheidsregering onder leiding van de zittende premier, Rami Hamdallah. De Israëlische premier Benjamin Netanyahu zei dat wereldleiders de nieuwe regering niet overhaast moesten erkennen en noemde Hamas een terroristische organisatie die streeft naar de vernietiging van Israël. Het kantoor van de Palestijnse premier gaf een verklaring uit waarin Netanyahu's woorden werden veroordeeld als bedoeld om de Israëlische bezetting van Palestijnse gebieden voort te zetten. Israël schortte vredesbesprekingen op en kondigde nieuwe sancties aan. 
Het werk van de regering schoot echter niet op, mede door de massale Israëlische invallen op de Westelijke Jordaanoever na de ontvoering van en moord op drie Israëlische tienerkolonisten, en de daaropvolgende aanvallen op Gaza tijdens de oorlog Israël-Hamas-Jihad van 2014. Toch ondertekenden de partijen op 25 september 2014 in Caïro een aanvullende overeenkomst waarin de taken en verantwoordelijkheden van de nieuwe regering werden verduidelijkt. 

### Overleg (2016)
In december 2015, januari en februari 2016 voerden Hamas en Fatah geheime besprekingen in Doha onder auspiciën van Qatar om voort te bouwen op hun akkoord van 2014. Tekenen wezen op vooruitgang, maar Fatah eiste dat Hamas de controle over Gaza zou opgeven, terwijl Hamas erop stond dat Fatah de gebeurtenissen uit het verleden zou erkennen en de salariscrisis in Gaza zou aanpakken. Voormalig Hamas-minister Yousef Rizqa uitte zijn scepsis over het succes van de besprekingen, waarbij hij verwees naar onopgeloste kwesties en het gebrek aan steun van Egypte voor de bemiddeling van Qatar. Na de gesprekken dreigde Fatah Gaza met geweld te heroveren en Hamas beweerde dat Fatah Israëlische en Egyptische hulp zocht om Gaza te isoleren. De Zwitserse ambassadeur Paul Garnier bezocht Ismail Haniya in mei en bevestigde de intentie van Zwitserland om te bemiddelen bij een verzoeningsconferentie en de werknemerscrisis in Gaza aan te pakken.

### Akkoorden Fatah-Hamas (2017)
Op 12 oktober 2017 werd in Caïro een akkoord tussen Fatah en Hamas ondertekend, dat onder druk van Qatar, de Verenigde Arabische Emiraten en Egypte tot stand was gekomen. In het akkoord was vastgelegd dat Hamas de volledige civiele controle over de Gazastrook aan Fatah overdroeg en dat in ruil daarvoor de economische blokkade van Gaza zou worden versoepeld. De maanden voordien stond Hamas onder zware druk van de Palestijnse Autoriteit. Sanctiemaatregelen waren onder andere het korten op de salarissen van PA-medewerkers in Gaza en het verminderen van de elektriciteitsvoorziening aan de Gazastrook, die al leed onder een elektriciteitscrisis als gevolg van de Israëlische blokkade. 3000 politieagenten van de Palestijnse Autoriteit zouden in de enclave worden geïnstalleerd. 

### Akkoord van 2020
Het verzoeningsproces tussen Fatah en Hamas kwam in een stroomversnelling tijdens de regering-Trump, omdat de Amerikaanse steun voor Israëlische standpunten het voor de Palestijnse Autoriteit moeilijk maakte om deel te nemen aan onderhandelingen met Israël. Na de presentatie van het vredesplan van Trump in januari 2020 besloot de Palestijnse Autoriteit in Ramallah haar strijd tegen het plan te coördineren met Hamas. Begin september 2020 hield Abbas een gezamenlijke persconferentie met Hamasleiders, waarin hij een nieuwe dialoog voor een eenheidsakkoord aankondigde. Een nieuw akkoord voor een eenheidsregering en nieuwe verkiezingen werd aangekondigd op 24 september 2020. Het akkoord werd goedgekeurd door de Centrale Raad van Fatah op 1 oktober 2020. 

### Akkoord van 2022
14 verschillende Palestijnse facties, waaronder Fatah en Hamas, ondertekenden tijdens een ceremonie op 13 oktober 2022 in Algiers een overeenkomst om binnen een jaar presidents- en parlementsverkiezingen te houden. De bepalingen van de overeenkomst werden echter niet uitgevoerd, en alle verzoeningspogingen werden bevroren na het uitbreken van de Oorlog Hamas-Israël in oktober 2023. 

### Verklaring van Beijing (juli 2024)
In februari 2024 riep de Palestijnse premier Mohammad Shtayyeh Hamas publiekelijk op om eenheidsonderhandelingen aan te gaan met Fatah voor de wederopbouw van Gaza na de oorlog. Eind juli 2024 ontmoetten Fatah en Hamas elkaar in Beijing onder auspiciën van China. Na afloop ondertekenden de delegaties op 23 juli van een gezamenlijke verklaring “gericht op het beëindigen van verdeeldheid en het versterken van eenheid”. 12 andere Palestijnse facties namen ook deel aan de onderhandelingen. Israël heeft verontwaardigd gereageerd.